# Nikola Topić
Nikola Topić (cyrillique serbe : Никола Топић), né le 10 août 2005 à Novi Sad en Serbie, est un joueur serbe de basket-ball évoluant au poste de meneur.

## Biographie
En janvier 2024, Nikola Topić souffre d'une blessure au genou gauche qui l'éloigne des terrains près de quatre mois. En juin 2024, des examens médicaux mettent en lumière la rupture partielle d'un ligament au sein même de ce genou gauche.
Le 15 avril 2024, il annonce qu'il se présente à la draft 2024 de la NBA pour laquelle il est attendu qu'il soit sélectionné parmi les dix premiers choix.
Lors de la draft, il est sélectionné en 12e position par le Thunder d'Oklahoma City.

## Palmarès et distinctions personnelles

### En club
- 2× vainqueur de la Ligue adriatique (2022, 2024)
- Vainqueur du championnat de Serbie (2024)
- Vainqueur de la Coupe de Serbie (2024)
- Élu meilleur espoir de la Ligue adriatique (2024)
- Nommé dans le cinq majeur de la Ligue adriatique (2024)
- Champion NBA en 2025 avec le Thunder d'Oklahoma City.

### En sélection nationale
- MVP du Championnat d'Europe U18 (2023)